# Савски насип
Савски насип је градско насеље у Београду, које се налази на територији општине Нови Београд.

## Локација
Савски насип заузима површину западног дела бившег Блока 18а и источног дела бившег Блока 69 и простире се између улице Савски насип на северу и реке Саве на југу. Стари железнички мост и Нови железнички мост пролазе кроз насеље. Савски насип се налази преко пута Београдског сајма, на супротној обали Саве.

## Карактеристике
Савски насип је потпуно индустријска зона у којој се налазе многобројни објетки, почевши од објеката бродоградилишта на западу, преко целог блока грађевинских објеката, објеката за трговину шљунком и објеката грађевинских компанија (Бродоремонт, Рад, Мостоградња, Партизански пут, Црна Трава, Гемакс, Инкоп).
Бродоградилиште, које се некада носило назив Маршала Тита и било понос привреде бивше Југославије, сада је потпуно ван функције. Хангари у бродоградилишту се данас користе као складишни простор, који је тренутно у власништву компаније Милшпед. Овај простор се издаје многим другим међународним трговинским компанијама, укључујући Гатарић, Мерцедес-Бенц и Порше.
Током периода високог водостсаја на Сави, ово подручје бива често поплављено, што утиче на рад трговинске компаније за продају шљунка.